# Zaparinqui
Zaparinqui es una localidad argentina situada en el norte de la provincia del Chaco, en el departamento General Güemes. Depende administrativamente del municipio de Juan José Castelli, de cuyo centro urbano dista unos 14 km; cuenta con una delegación municipal de Castelli.
Está habitada en parte por una importante comunidad qom.

## Toponimia
Zaparinqui es una voz indígena que significa ciervo.

## Historia
La localidad nació sobre la estación de ferrocarril Zaparinqui en el km 86 del Ramal C26 hoy en desuso del Ferrocarril General Manuel Belgrano. El 17 de mayo de 1937 por medio del Decreto 105.896 se denominó oficialmente Zaparinqui a la población y estación de ferrocarril del lugar.

## Vías de comunicación
Su principal vía de comunicación es la Ruta Nacional 95, que la vincula por asfalto al sudeste con Tres Isletas y la provincia de Santa Fe y al norte con Juan José Castelli y la provincia de Formosa.

## Población
Cuenta con 700 habitantes (Indec, 2010), lo que representa un incremento del 8 % frente a los 646 habitantes (Indec, 2001) del censo anterior.
| Gráfica de evolución demográfica de Zaparinqui entre 1991 y 2010 |
|                                                                  |
| Fuente: Censos nacionales del INDEC                              |